# 1726
1726. је била проста година.

## Догађаји

### Датум непознат
- Википедија:Непознат датум — Патријарх српски Арсеније IV је изабран за архиепископа пећког и патријарха српског.

## Рођења
- 10. јул — Александар Кокоринов, руски архитекта и професор